# Biocorema
Un biochorema es una subdivisión de la biósfera que consiste en biotopos que se parecen a unos a otros y por ello están colonizados por biotas similares. El término hace referencia a unidades biogrográficas independientemente de su rango. 